# Andevo (Madagaskar)

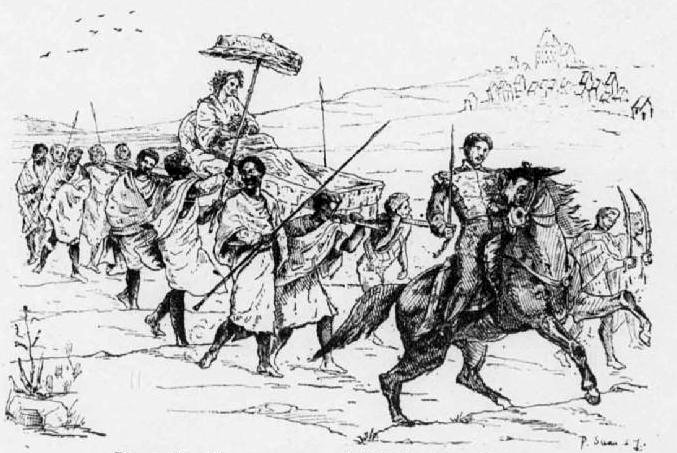
Queen Ranavalona I of Madagascar engraving

Andevo var en av de tre sociala kasterna inom den traditionella merinakulturen i kungariket Madagaskar, vid sidan av Hova och Andriana.
Andevo utgjorde den lägsta klassen, under Hova, de fria medborgarna, och adeln, Andriana. De var slavar som arbetade på de plantager som från 1500-talet blev en viktig del av Madagaskars ekonomi. De var ofta av utländskt ursprung, och hade köpts av franska slavhandlare, från portugiserna i Mocambique, eller från arabiska slavhandlare i slavhandeln på indiska oceanen.